# STS-51-C
STS-51-C var den femtonde flygningen i det amerikanska rymdfärjeprogrammet och den tredje i ordningen för rymdfärjan Discovery. Den sköts upp från Pad 39A vid Kennedy Space Center i Florida den 24 januari 1985. Efter drygt tre dagar i omloppsbana runt jorden återinträdde rymdfärjan i jordens atmosfär och landade vid Kennedy Space Center.
Flygningen gjordes på uppdrag av USA:s försvarsdepartement.

## Start och landning
Starten skedde klockan 14:50 (EST) 24 januari 1985 från Pad 39A vid Kennedy Space Center i Florida.
Landningen skedde klockan 16:23 (EST) 27 januari 1985 vid Kennedy Space Center i Florida.

## Uppdragets mål
Huvuduppgiften för detta uppdrag är inte helt känd, eftersom den var militär av naturen. Man vet emellertid att ett program kallat Magnum ELINT (ELectronic INTelligence) påbörjades (och fortsattes med uppdragen STS-31 och STS-38).